# Supertramp
I Supertramp sono stati un gruppo rock britannico formato nel 1970, e scioltosi ufficialmente nel 2015, storicamente guidato da Roger Hodgson (fino al 1983) e Rick Davies (fino allo scioglimento).

## La storia

### Gli inizi: 1969-1972
Nel 1969, il milionario olandese Stanley August Miesegaes smise di finanziare un gruppo chiamato The Joint, deluso dal mancato successo della band; tuttavia, egli provava molta ammirazione per il tastierista Rick Davies (nativo di Swindon), e gli offrì la possibilità di formare un altro gruppo, di cui sarebbe stato il frontman.
Il primo membro ad aggiungersi al nuovo gruppo fu Roger Hodgson, pianista nativo di Portsmouth che aveva registrato un singolo (Mr Boyd) con un giovane e sconosciuto Elton John al piano, che si presentò alle audizioni intonando Dear Mr. Fantasy dei Traffic, e impressionando positivamente Davies. In seguito, si aggiunsero il chitarrista Richard Palmer (futuro paroliere dei King Crimson) e il batterista Keith Baker, che risposero all'annuncio di Davies pubblicato sul giornale Melody Maker.
Davies e Hodgson avevano due concezioni diverse riguardo alla musica: il primo, cresciuto in una famiglia operaia, prediligeva il blues e il jazz, mentre il secondo, che aveva studiato nella prestigiosa Stowe School nel Buckinghamshire, era affascinato dalla psichedelia e dal pop. Tuttavia, la loro collaborazione artistica fu molto prolifica, e i due si occuparono principalmente di comporre le musiche, mentre i testi furono affidati a Palmer.
Inizialmente il gruppo decise di chiamarsi Daddy. Baker venne quasi subito sostituito da Robert Millar, ex-attore teatrale, e il gruppo volò a Monaco di Baviera per una serie di concerti al P.F. Club. Tuttavia, il loro repertorio era scarso e contava solo quattro canzoni, di cui due erano cover. Per evitare confusione con un altro gruppo, chiamato Daddy Longlegs, la band cambiò nome in Supertramp, prendendo spunto dal libro di W. H. Davies Autobiography of a Supertramp del 1910.

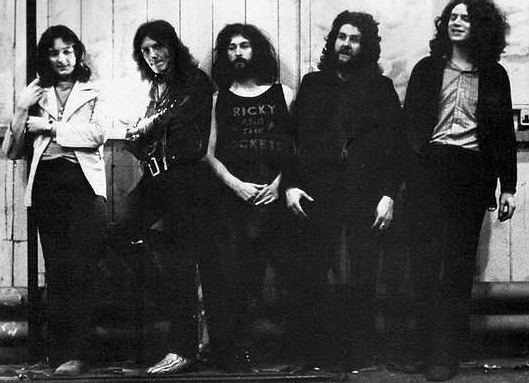
Il gruppo nel 1971

Firmarono il loro primo contratto discografico con la A&M Records, e pubblicarono il loro primo album, Supertramp, il 14 luglio 1970 nel Regno Unito e in Canada (il disco venne pubblicato negli Stati Uniti solo nel 1977). L'album è caratterizzato dal progressive rock tipico di quel periodo, e riscontrò un positivo giudizio della critica, ma non fu un successo di vendite.
Poco dopo la pubblicazione del primo album, entrò nel gruppo il sassofonista Dave Winthrop, che esordì con la band nel festival dell'Isola di Wight nel 1970. Tuttavia, dopo un disastroso tour in Norvegia, Palmer e Millar abbandonarono la band.
Il secondo album, Indelibly Stamped, vide Frank Farrel e Kevin Currie prendere il posto dei due fuoriusciti, con Hodgson nelle vesti, per lui insolite, di chitarrista, e Davies come voce aggiuntiva. I due fondatori, dopo l'uscita di scena di Palmer, iniziarono a comporre separatamente i testi delle canzoni nell'album, ognuno seguendo le proprie influenze musicali.
Tuttavia, l'album vendette ancora meno del precedente, e progressivamente tutti i membri abbandonarono, con i soli Davies e Hodgson come membri fissi; inoltre, Miesegaes smise di finanziare la band.

### 1973-1978: il successo
Dopo una serie infinita di audizioni, Rick e Roger selezionano i loro compagni di viaggio definitivi verso il successo: il bassista scozzese Dougie Thomson, proveniente dall'Alan Bown Set; John Anthony Helliwell (nativo di Todmorden), un sassofonista di provata esperienza, eccentrica presenza scenica, dotato di un fortissimo senso dell'humour tutto britannico ed ex compagno di gruppo di Thomson nell'Alan Bowl Set; il batterista statunitense Bob Siebenberg (nativo di Glendale, California), arrivato in Gran Bretagna nel 1970 e proveniente dalla "pub rock" band dei Bees Make Honey. Inoltre, Hodgson affinò la sua abilità con le tastiere, prediligendo i piani elettrici Wurlitzer. Questa è la formazione che, in un decennio, produrrà i migliori album del gruppo e li renderà uno dei gruppi più popolari della scena pop britannica.
La A&M a questo punto pone un ultimatum alla band: un "esilio" in un cottage nel Somerset dal quale tirare fuori materiale valido e più "fortunato".
È in questo periodo che si cementa la dualità Davies-Hodgson, anima compositiva di tutti i pezzi dei Supertramp: più incline al blues, rilassato e "concreto" l'approccio di Davies, caratterizzato da un "look" sportivo ed elegante; più vicino al progressive, intenso e "mistico" quello di Hodgson, segnato dall'uso "martellante" e ipnotico del piano elettrico (un marchio di fabbrica della band), e con un look "hippie" con un caftano e i jeans.
Entrambi si riservano il diritto di cantare le proprie canzoni, spartendosi di fatto ogni album al 50%, altra nota caratteristica dei Supertramp. Due voci diversissime quelle di Davies e Hodgson: baritonale e molto "blues" quella del primo, acuta e quasi in falsetto quella del secondo. Davies però è capace anche di un'incredibile metamorfosi inserendo a volte un suo falsetto autentico, ad esempio nei brani Goodbye Stranger e My Kind of Lady.
Il primo album del nuovo corso è probabilmente il più completo. Crime of the Century, pubblicato nel settembre 1974, realizzato in pochissimo tempo e prodotto da Ken Scott, li porterà al successo immediato. Il disco fu un ottimo successo di vendite e arrivò a piazzarsi al quarto posto nella UK Top Charts. In questo periodo anche la critica riconosce le qualità dei Supertramp. Del disco fanno parte pezzi storici della band come School, Bloody Well Right e Dreamer, nonché la stessa Crime of the Century. L'album è sportivamente dedicato a SAM (Stanley Arthur Miesegaes).
Crisis? What Crisis?, del 1975 è il primo album registrato, ancora parzialmente, negli Stati Uniti, che porta la band in tour per tutto il mondo. In questo album si nota un certo sbilanciamento in favore della voce di Hodgson, che interpreta 6 brani su 10, mentre tre sono affidati a Davies ed un altro, Just a Normal Day, è cantato insieme dai due artisti, dividendosi le strofe. Negli album successivi le parti vocali verranno più equamente divise tra i due.
Sul palco, le due personalità opposte e congruenti di Davies e Hodgson si occupano di diffondere semplicemente la musica del gruppo, mentre all'estro e alla simpatia di Helliwell sono demandati tutti i compiti di intrattenimento e di presentazione dei pezzi. Le personalità meno appariscenti di Thomson e Siebenberg fanno da colonna vertebrale del sound della band.
Nel 1977 il gruppo si sposta definitivamente negli Stati Uniti per la registrazione di Even in the Quietest Moments..., e da lì i Supertramp non si sposteranno mai più. L'album continua nell'opera di consolidamento delle fortune del quintetto britannico, grazie soprattutto al singolo Give a Little Bit.

### 1979-1983:Breakfast in Americae fuoriuscita di Hodgson
L'apice del successo arriva nel 1979 con Breakfast in America, caratterizzato da una copertina raffigurante la skyline di Manhattan composta da stoviglie varie e un retro-copertina dove i componenti appaiono in un bar statunitense davanti alla propria colazione, ognuno con in mano il giornale della propria città natale. L'album coniuga ottima fattura e orecchiabilità dei pezzi con testi tutt'altro che banali, oscillanti come negli altri album di quel periodo tra una pensosa malinconia e una costante ironia. Dal fortunato album vengono estratti ben quattro singoli di grande successo: The Logical Song, Breakfast in America, Goodbye Stranger e Take the Long Way Home. Il responso popolare è incredibile, l'album resiste in classifica per quasi un anno intero e i Supertramp entrano di diritto nella storia della popular music.
Segue un lungo tour mondiale che viene testimoniato dal suggestivo doppio live Paris del 1980, ma il feeling tra Rick e Roger non è più quello di qualche anno prima.

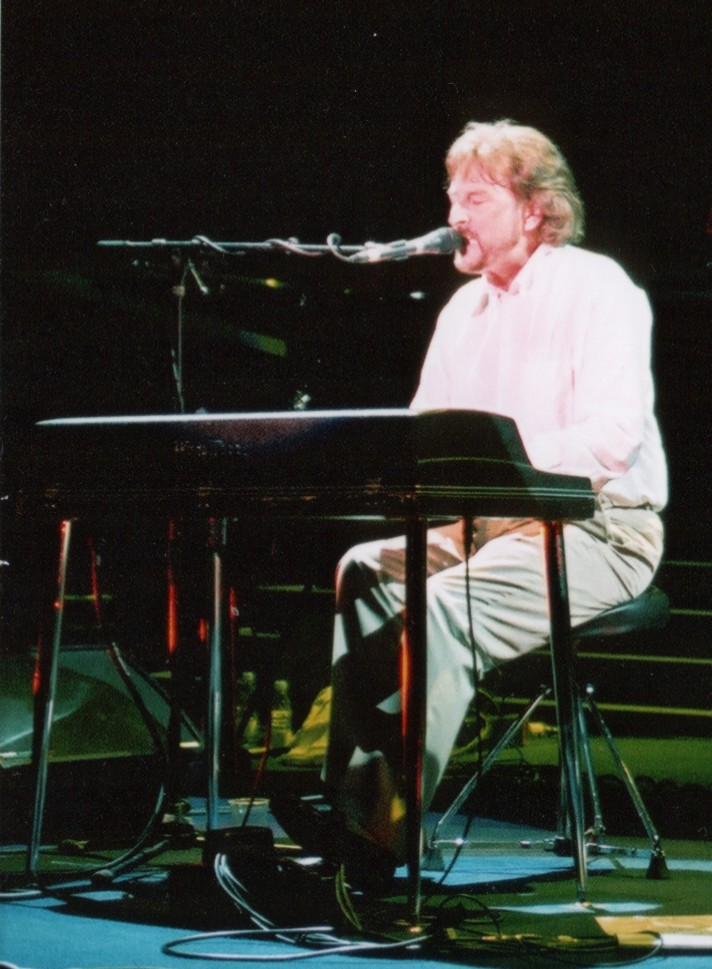
Rick Davies (2002)

Il successivo lavoro in studio, ...Famous Last Words..., esce sul finire del 1982 e sarà l'ultimo prima dell'abbandono di Roger, nonostante l'ottimo successo dei singoli It's Raining Again e My Kind of Lady. Al termine della lunga tournée che segue la realizzazione dell'album, i Supertramp e Roger Hodgson torneranno in studio separati. Causa della divisione, si saprà successivamente, le divergenze, anche in termini di management, tra Davies e Hodgson, che non accetta la moglie di Rick come manager. In un'intervista su Repubblica del 2015, John Helliwell disse che secondo lui Roger non aveva più brani da proporre. Facevano in media un disco ogni due anni, forse per stanchezza o mancanza di stimoli non riusciva più a scrivere con quella pressione e intensità. Per questa ragione decise di intraprendere una carriera solistica più tranquilla.
Brother Where You Bound (1985) dei Supertramp e In the Eye of the Storm (1984) di Hodgson da solista saranno i punti di arrivo di questa separazione consensuale. Entrambi i lavori otterranno un discreto successo di pubblico e critica ed entrambi i compositori proseguiranno lungo la propria linea musicale sfornando belle canzoni, ma è altrettanto evidente che i tempi di Breakfast in America sono lontani anni luce. La qualità del prodotto non trova l'adeguato riscontro commerciale e i lavori successivi seguono ulteriormente il trend negativo.
Anche Siebenberg pubblica nel 1984 un album intitolato Giants in Our Own Room, che avrà tuttavia scarso successo.
Il calo di popolarità dei Supertramp è confermato da Free as a Bird (1987), nonostante l'ottima qualità dei brani.
Nella formazione include Mark Hart nel ruolo che fu di Roger e soprattutto da Hai Hai (pubblicato da Hodgson lo stesso anno). Il successivo Live '88 sarà un insuccesso tale da porre una pietra tombale sulla band. Dougie Thomson si allontana dal gruppo appena dopo il tour, perché in disaccordo con la linea di Davies del riproporre i vecchi pezzi scritti e cantati da Hodgson facendoli eseguire da Hart. Il bassista scozzese si ritira definitivamente dalle scene e si dedicherà di qui in poi al management di gruppi musicali dai suoi uffici a Chicago.
Negli anni successivi, Hodgson rimarrà forzatamente lontano dalla scena musicale a causa di una caduta da un letto a castello con frattura di entrambi i polsi, avvenuto subito dopo la realizzazione di Hai Hai.
Dopo voci di una riunione nel 1990, Roger tornerà sulla scena nel 1994 come coautore di un pezzo (Walls) dell'album Talk degli Yes.

### Dagli anni novanta allo scioglimento

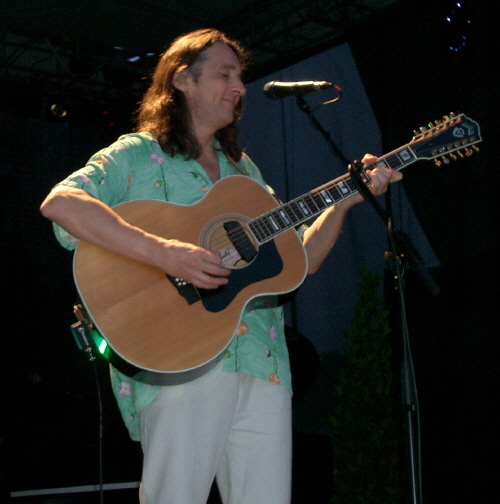
Roger Hodgson (2005)

Nella prima metà dei novanta, mentre Rick medita un album solista, alcune collezioni di successi dei Supertramp vendono milioni di dischi e i fan sparsi per tutto il mondo sperano in un ritorno del gruppo.
Il 14 aprile 1993, al Beverly Hills Hilton, per una cena speciale in onore di Jerry Moss (co-fondatore della A&M Records), Hodgson, Davies e Helliwell (insieme a Jeff Daniel) apparvero per eseguire The Logical Song e Goodbye Stranger. Successivamente, Davies e Hodgson iniziarono a lavorare di nuovo insieme, registrando demo di due nuove canzoni, "You Win, I Lose" e "And the Light". Ma i disaccordi sul management li spinsero a separarsi ancora una volta subito dopo, con entrambe le canzoni che alla fine apparvero, senza il cantato di Hodgson, nell'album Some Things Never Change.
Nel 1995, al fianco di Bryan Ferry, Al Jarreau e Andrea Bocelli, Hodgson partecipa al Night of the Proms. Nel 1997, dopo una breve tournée pubblica il live Rites of Passage con l'omonimo gruppo, a cui, in occasione del concerto a Nevada City (nuovo domicilio del cantante inglese), s'unisce il vecchio amico John Helliwell. Da allora gira il mondo con una tournée denominata significativamente Solotramp.
Dal canto suo Rick Davies, dopo avere ricostruito il gruppo (con Mark Hart, Helliwell e Siebenberg, senza Thomson e con altri musicisti americani) sforna nel 1997 un album dal sound R&B che ricorda i lavori degli anni settanta. Some Things Never Change vende oltre 1 000 000 di copie. L'anno successivo viene pubblicato il doppio live It Was the Best of Times.
Nel maggio 2000, dopo ben 13 anni, anche Roger torna con un album da studio. Open the Door è un disco caratterizzato da canzoni coinvolgenti e da un suono sperimentale che unisce il tipico sound del compositore inglese alla musica celtica francese di Alan Simon, stimato compositore d'oltralpe. Durante il successivo tour, talvolta è accompagnato da Bob Siebenberg.
Nel corso dell'anno successivo, Hodgson è stato impegnato in qualità di componente dell'All Starr Band di Ringo Starr (con Howard Jones, Sheila E, Greg Lake, Ian Hunter e Mark Rivera) nel Ringotour 2001.
Nel 2002 i Supertramp hanno girato il mondo (con alcune date in Italia) con lo spettacolo One more for the road, basato sulle canzoni dell'album Slow Motion.
Il 2005 vede invece la pubblicazione di un'ennesima raccolta di successi storici del gruppo, Retrospectacle - The Supertramp Anthology, compilata da Davies in persona ma con due inediti del periodo di Crime of the Century, la qual cosa fa di nuovo sperare in una ricomposizione del nucleo originario della band.
Nel 2006 Hodgson pubblica un live registrato a Montreal, sia in versione CD che DVD. Un'esibizione acustica in cui l'artista si alterna alla chitarra, piano e piano elettrico, accompagnato solo da un sassofonista/clarinettista.

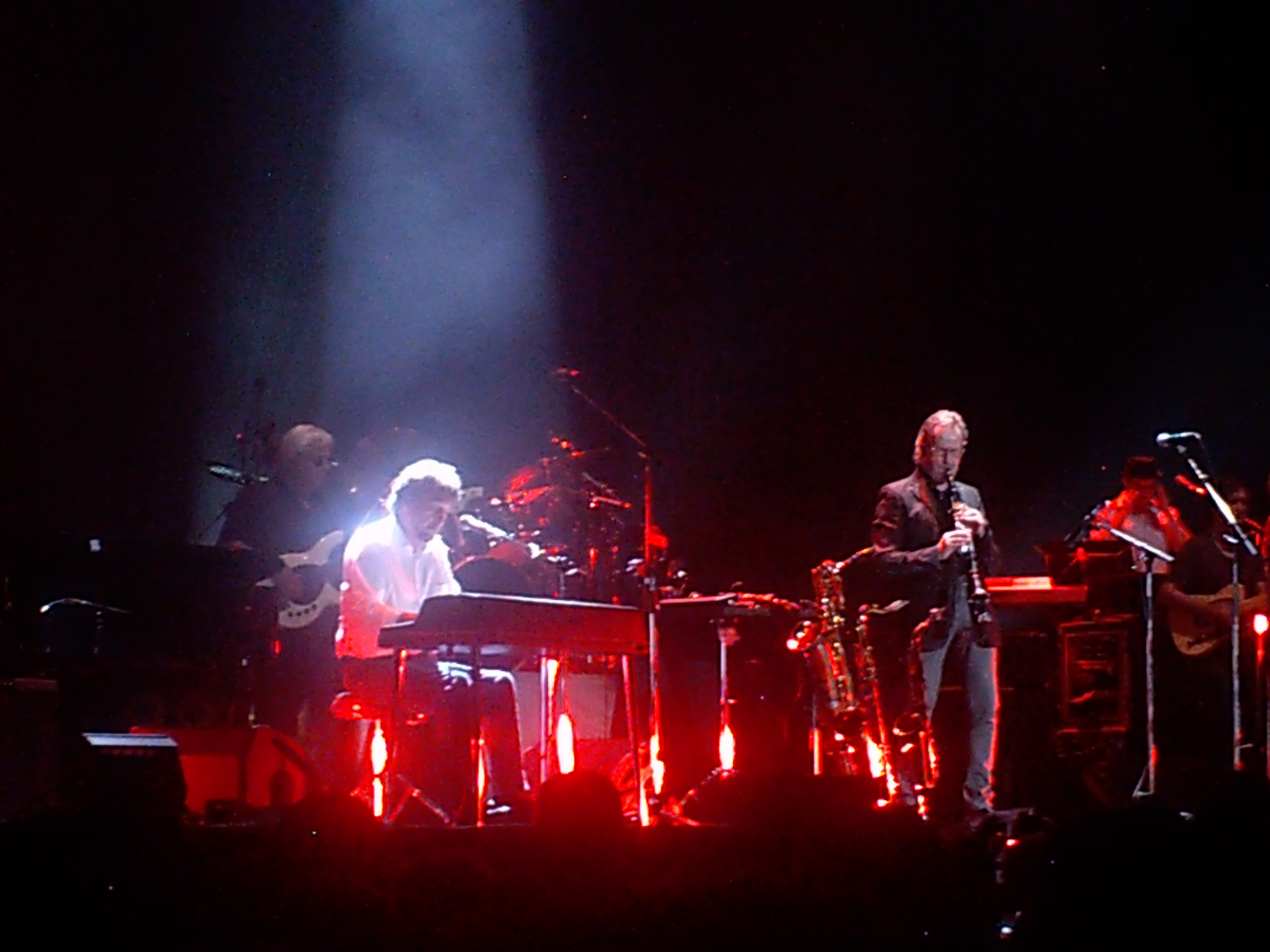
Supertramp live nel 2010

Nel 2010 i Supertramp tornano con un tour europeo celebrativo dei quarant'anni dalla loro fondazione, dal nome Supertramp 70-10. Alcune voci davano per certa la riunione di Roger Hodgson con Rick Davies e con il gruppo, notizia poi smentita dallo stesso Hodgson.

## Stile musicale
Inserendosi inizialmente nel filone "progressive" con evidenti influenze di altre band dell'epoca come ad esempio i Genesis, i Procol Harum e i Traffic, la musica prodotta dal duo Hodgson-Davies, parallelamente al crescente successo, ha assunto sempre più massicce venature pop. La successiva produzione firmata Rick Davies ha strizzato l'occhio al blues ed alla disco music degli anni settanta. Più rassicurante per i fan "storici" si è rivelata la produzione solistica di Roger Hodgson le cui canzoni sono più vicine al filone "classico" del gruppo. I Supertramp vengono solitamente considerati un gruppo art rock e di rock progressivo, ma vengono anche citati da alcuni fra gli esponenti dell'arena rock. AllMusic li inquadra nei formati radiofonici album rock e soft rock.

## Formazione

### Formazione storica
- Roger Hodgson - voce, cori, tastiere, piano elettrico, pianoforte, chitarra elettrica ed acustica, harmonium, occasionalmente violoncello e flagioletto
- Rick Davies – voce, cori, pianoforte, tastiere, sintetizzatori, piano elettrico, armonica a bocca
- John Helliwell - sassofono, tastiere aggiuntive, voce
- Dougie Thomson – basso
- Bob Siebenberg (talvolta riportato scherzosamente come Bob C. Benberg) – batteria, percussioni

### Altri membri ufficiali
- Richard Palmer James – voce, chitarra elettrica, (1970-1971)
- Dave Winthrop –  flauto, sassofono (1970-1973)
- Robert Millar – armonica a bocca (1970-1971)
- Frank Farrell – basso, accordion, voce (1971-1972)
- Carl Verheyen – chitarre, percussioni, cori (1985-1986, 1996-2015)
- Mark Hart – voce, tastiere, chitarre (1985-2015)
- Jessie Siebenberg - percussioni, chitarra, voce, pianoforte (1997-2015)
- Cliff Hugo – basso (1996-2015)
- Lee Thornburg – trombone, tromba, cori (1996-2015)

## Discografia

### Album in studio
- 1970 – Supertramp
- 1971 – Indelibly Stamped
- 1974 – Crime of the Century
- 1975 – Crisis? What Crisis?
- 1977 – Even in the Quietest Moments...
- 1979 – Breakfast in America
- 1982 – ...Famous Last Words...
- 1985 – Brother Where You Bound
- 1987 – Free as a Bird
- 1997 – Some Things Never Change
- 2002 – Slow Motion